# Universidad Estatal de Economía de Bielorrusia
La Universidad Estatal de Economía de Bielorrusia (en bielorruso: Беларускі дзяржаўны эканамічны ўнівэрсытэт, Bielaruski dziaržaŭny ekanamičny ŭniversytet, en ruso: Белорусский государственный экономический университет, Belorusskiy gosudarstvennyy ekonomicheskiy universitet), conocida por sus siglas BSEU, es una institución de educación superior bielorrusa de Minsk. Es la principal universidad especializada en finanzas y economía del país y cuenta con once facultades y 59 departamentos.
La universidad fue fundada en 1933 como Instituto Estatal de Economía Nacional de Bielorrusia y fue renombrada a su denominación actual en enero de 1992. Durante el período soviético, la universidad fue galardonada con la Orden de la Bandera Roja del Trabajo.

## Facultades
La universidad cuenta con once facultades:
- Facultad de Marketing y Logística
- Facultad de Relaciones Económicas Internacionales
- Facultad de Gestión
- Facultad de Derecho
- Facultad de Contabilidad y Economía
- Facultad de Finanza y Banca
- Facultad de Economía de Comercio y Gestión
- Escuela de Comunicación de Negocios Internacionales
- Escuela Superior de Administración y Negocios
- Escuela Superior de Turismo
- Escuela de Formación Preprofesional